# Lepidodactylus pumilus
Lepidodactylus pumilus este o specie de șopârle din genul Lepidodactylus, familia Gekkonidae, descrisă de Boulenger 1885. Conform Catalogue of Life specia Lepidodactylus pumilus nu are subspecii cunoscute.